# Peperomia corcovadensis
Peperomia corcovadensis är en pepparväxtart som beskrevs av Gardn.. Peperomia corcovadensis ingår i släktet peperomior, och familjen pepparväxter.

## Underarter
Arten delas in i följande underarter:
- P. c. latifolia
- P. c. longifolia